# حقيبة نووية

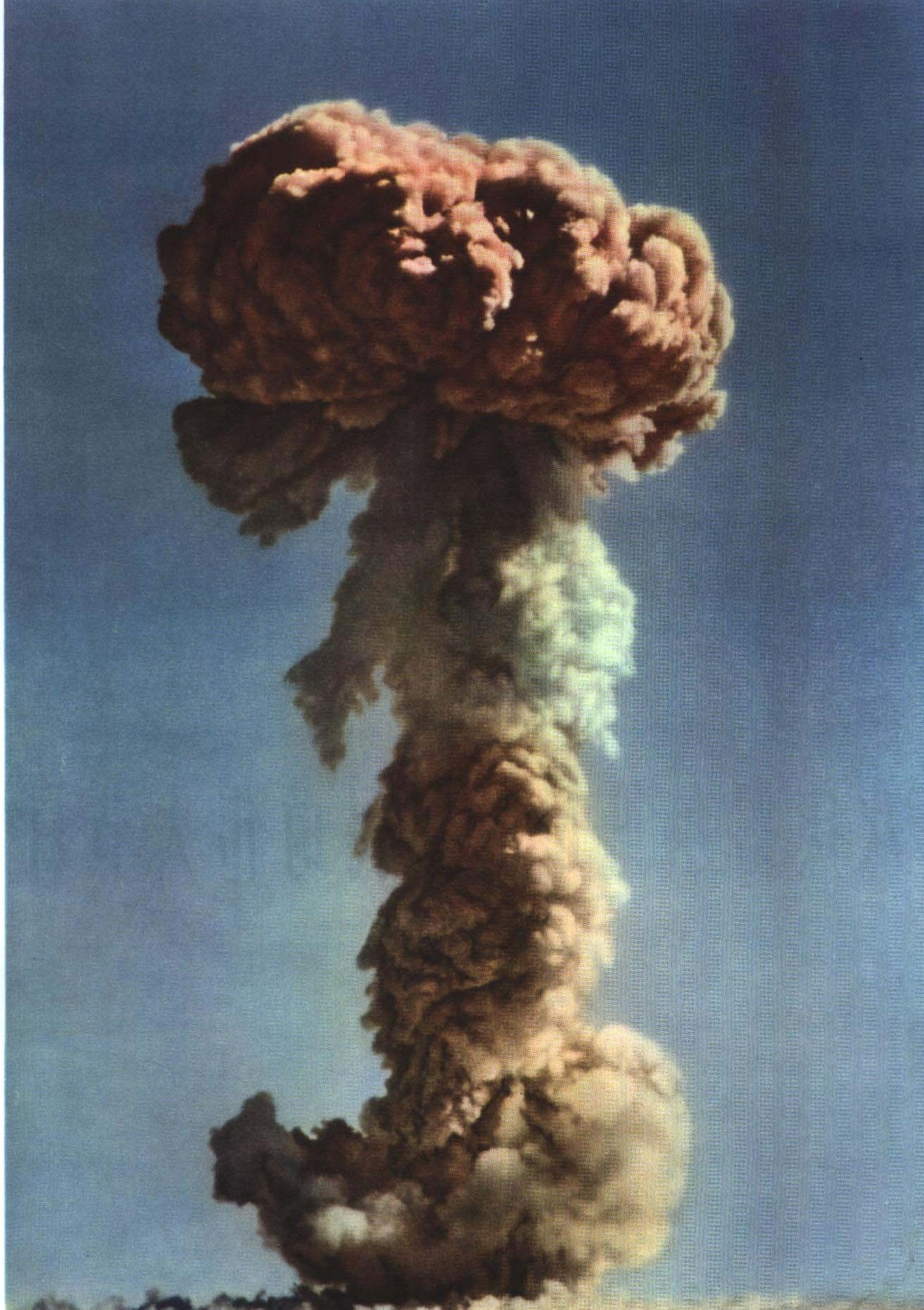

الحقيبة النووية هي حقيبة تُجهز خصيصًا لتخويل استخدام الأسلحة النووية وعادة ما يتم الاحتفاظ بها بالقرب من رئيس أو زعيم دولة نووية في جميع الأوقات.

## روسيا
«الحقيبة النووية» في روسيا تسمى تشيجت وتدعم التواصل بين كبار المسؤولين الحكوميين عندما يتخذون قرارًا ما إذا رغبوا باستخدام الأسلحة النووية وهي موصوله بنظام اتصالات خاص يدعى كازبيك والذي يضم جميع الأفراد والوكالات المشاركة في القيادة والتحكم في الاستراتيجية النووية وتصدر أيضا حقيبة آخرى إلى وزير الدفاع ورئيس الأركان العامة للاتحاد الروسي.

## الولايات المتحدة

### المحتويات
وفقا لمقال في صحيفة واشنطن بوست فإن الرئيس يرافقه دائما مساعد عسكري مع شنطة برموز أسلحة نووية. الشنطة تحمل في سترة جلدية سوداء. وزنها حوالي 45 رطل (20 كجم).
في كتابه «كسر الغطاء» كتب بيل غولي المدير السابق للمكتب العسكري بالبيت الأبيض:
هناك أربعة أشياء في الحقيبة حيث يحتوي الكتاب الأسود على خيارات انتقامية وكتاب يحتوي على قائمة بالمواقع المصنفة ووصفا للإجراءات الخاصة بنظام الإنذار الطارئ وشاشة مقاس 3 × 5 سم [7.5 × 13 سم]. كان الكتاب الأسود حوالي 9 بوصات في 12 بوصة [23 × 30 سم] وكان 75 ورقة فضفاضة مطبوعة باللونين الأسود والأحمر ويحتوي على مواقع سرية بنفس حجم الكتاب الأسود ويحتوي على معلومات حول المواقع في جميع أنحاء البلاد.
يظهر هوائي صغير من الحقيبة بالقرب من المقبض حيث تحتوي على نوع من معدات الاتصال.

### العملية
يتم استبعاد هذا الجزء من الأسلحة النووية من الحقيبة حيث إذا أمر الرئيس (قائد القوات المسلحة) باستخدام الأسلحة النووية سيتم إزالة «الناقل» وسيتم فتح الحقيبة وسيتم بعد ذلك إصدار إشارة قيادة أو تنبيه إلى هيئة الأركان المشتركة.
يراجع الرئيس خيارات الهجوم مع رئيس هيئة الأركان المشتركة ويحدد خطة والتي يمكن أن تتراوح من صاروخ كروز واحد إلى عدة عمليات إطلاق عبر القارات.
قبل معالجة الأمر من قبل الجيش يجب تحديد الرئيس بشكل إيجابي استخدام رمز خاص يصدر على بطاقة بلاستيكية الملقبة بـ «البسكويت». تمتلك الولايات المتحدة قاعدة في منشآت الإطلاق النووي حيث أن الرئيس وحده يستطيع إصدار أمر بإطلاق الأسلحة النووية ويجب على وزير الدفاع التحقق من الأمر ليكون أمرا حقيقيا حيث يمنحه الرئيس للتأكد. عملية التحقق هذه تعمل فقط للتحقق من أن الطلب جاء من المسؤول الفعلي ولا يملك وزير الدفاع سلطة الفيتو ويجب عليه الامتثال لأمر الرئيس وبمجرد التحقق من جميع الرموز سيصدر الجيش أوامر الهجوم إلى الوحدات المناسبة.
يتم التنفيذ من قبل أحد المساعدين العسكريين الرئاسيين هذا الشخص هو ضابط بتكليف من الجيش الأمريكي.
أشار الصحفي رون روزنباوم إلى أن الخطة التنفيذية لأوامر الضربة النووية تهتم تماما بهوية الضابط وصحة الأمر ولا توجد ضمانات للتحقق من صحة الشخص الذي أصدر الأمر حيث تم إقالة الرائد هارولد هيرينج من سلاح الجو في أواخر عام 1973 بسبب سؤاله: «كيف أعرف أن الشيء الذي تلقيته من أجل إطلاق الصواريخ جاء من رئيس حكيم» عندما كان تحت قيادة ريتشارد نيكسون.

## فرنسا
في فرنسا الحقيبة النووية غير موجودة رسميًّا، إلا أنه يوجد حقيبة سوداء تسمى «القاعدة المتحركة» وترافق الرئيس في جميع رحلاته ولكن لا تخصص بصفة خاصة للقوة النووية.

## حقائب في الخيال
اقتربت السينما والأدب من هذا الموضوع عدة مرات أبرزها:
- مهمة مستحيلة: بروتوكول الشبح
- جي. آي. جو: ظهور الكوبرا (فيلم)
- فاست أند فيوريس 8